# リペアカフェ

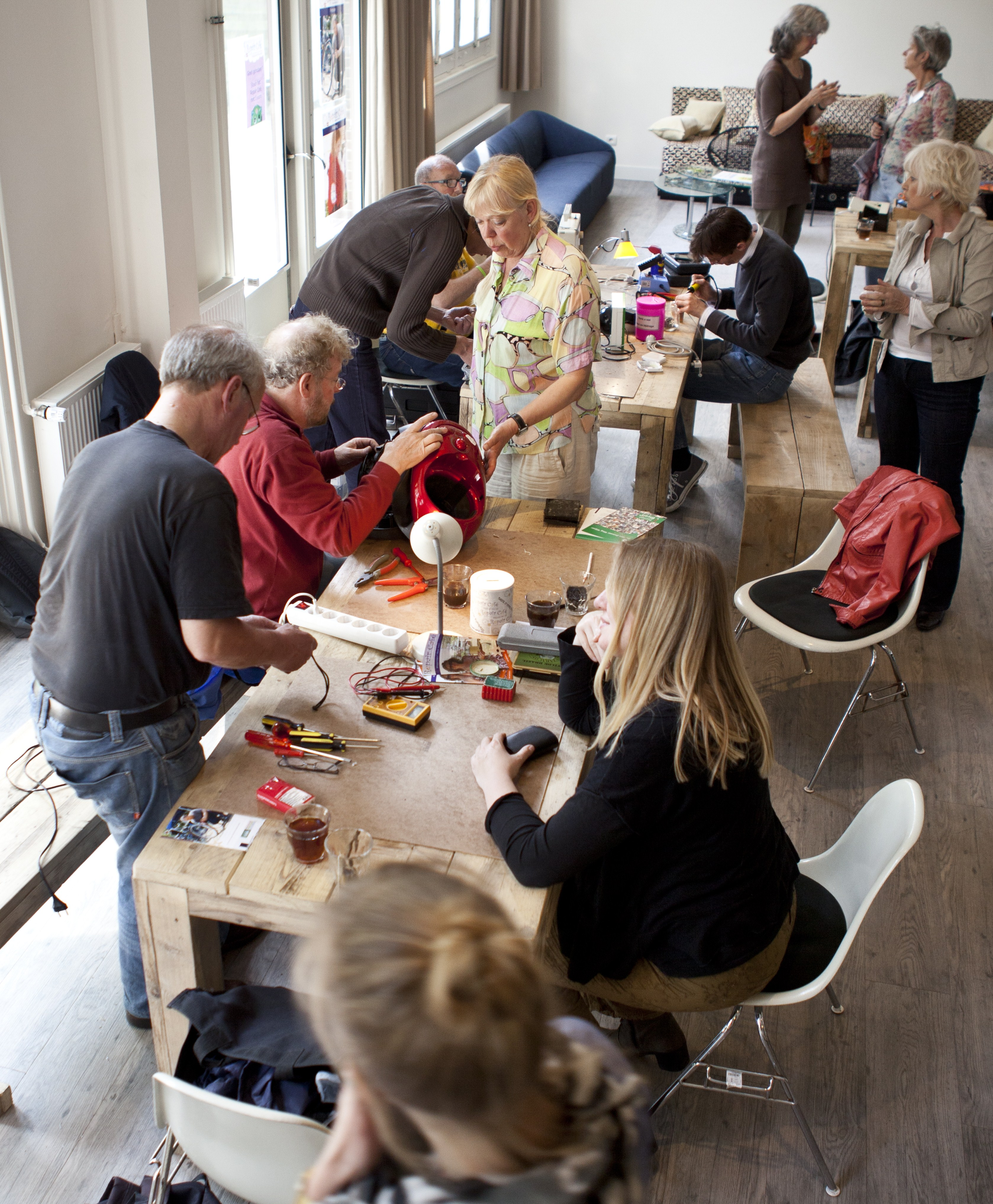
アムステルダム西地区のリペアカフエ

リペアカフェ (repair café) 、修理カフェは、家庭電化製品や機械装置、コンピュータ、自転車、衣服などを修理する人たちの集まりである。リペアカフェは、修理道具が利用可能で、ボランティアの助けを借りて壊れた家電や道具を修理できる決まった場所で開催される。その目的は、無駄を減らし、修理技能を維持し、集団凝集性を強化することである。

## 歴史
このアイディアは2009年にオランダ在住のマーティン・ポストマという女性によって考案された。彼女は、環境問題をテーマにしたフリーのジャーナリストで、廃棄物を減らすためのテストモデルとして2009年10月18日、アムステルダム西地区のフイインハウト劇場で、世界初のリペアカフェを開催したところ大成功を収めた。2010年3月2日、リペアカフェ財団が設立された。財団は、世界中で各地元のグループが独自の修理カフェを設立するのを支援するために設立された。それ以来、修理カフェの数は急速に増加している。2016年3月、ポストマは、Postmaは世界中で1,000を超える修理カフェ、オランダで327か所、ドイツで309か所、英国で22か所、米国で21か所、カナダで15か所、オーストラリアで4か所、インドで1か所を正式の登録している。2017年には、リペアカフェの数は1,200か所に登り、2018年3月には、33か国で1,500か所になった。
2017年に、最初の国際リペアデーが告知された。毎年10月の第3土曜日には、毎年恒例のイベントの開催が計画されている。

## 知識の共有
2017年、リペア財団は、オンラインツール、リペアモニターを開発し、ボランティアがデータベースを介して修理データに関する知識を収集および共有できるようにした。2018年3月、約4,000の修理に関する情報がこのシステムに入力され、製品の修理性と耐久性を促進することを目指している。

## 壊れた部品の3D印刷
一部の修理店では、破損した部品の複製に3Dプリンターを使用し始めている。家庭用電化製品の壊れた部品は、3Dスキャナーでスキャンしてつなぎ合わせたり、接着して元通りにすることができる。3Dスキャナーの例には、David Starter-Kit、3D Systems Sense、MakerBot Digitizer、Fuel 3D、Microsoft Kinect、Asus Xtionなどがある 。物理オブジェクトがスキャンされると、3Dモデルがレンダリングされる。それは.STLまたは.OBJフォーマットに変換し、使用して改訂することができ、ジオメトリ処理、例えばmakeprintableなどのソフトウェアをnetfabb、MeshLab、Meshmixer、クーラ、又はSlic3rで使用することができる。それは3Dプリンタークライアントを使用して印刷し、3Dプリンターを使用して物理パーツを作成することができる。完全なプロセスは完了するまでに時間がかかる。 
リペアカフェで必要な時間を短縮するためには、3Dモデル（スキャンステップをスキップ）を含むWebサイトの事前作成パーツを使用するか、パーツの多くの写真を撮って3Dモデルを自分で作成することができる123D Catchのようなものを使用するか、または（修理カフェに独自の3Dプリンターがない場合）を選択して、修理カフェで3D モデルを作成し、他の場所で3Dプリンターを使用して印刷したり、または、Ponoko、Shapewaysなどの3D印刷サービスを使用して、その後で、修理カフェに戻り、壊れた機器に新しい部品を取り付けることもできる。